# بيدرو هرنانديز كالديرون
بيدرو هرنانديز كالديرون (بالإسبانية: Pedro Hernández Calderón)‏ (21 يونيو 1981 بغوادالاخارا في المكسيك - ) هو لاعب كرة قدم مكسيكي في مركز حراسة المرمى. لعب مع سانتوس لاغونا ونادي أطلس ونادي نيكاكسا وأتلاتيكو إيرابواتو وC.D. Veracruz Premier ‏.

## وصلات خارجية
- بيدرو هرنانديز كالديرون على موقع قاعدة بيانات كرة القدم.إي يو (الإنجليزية)